# USS Albacore (SS-218)
Pour les autres navires du même nom, voir USS Albacore.
Pour les articles homonymes, voir Albacore (homonymie).
L'USS Albacore est un sous-marin américain de classe Gato pendant la Seconde Guerre mondiale.
L'« Albacore » était le deuxième navire de l'United States Navy à porter ce nom.

## Histoire
La quille de l'Albacore a été posée le 21 avril 1941 par l'Electric Boat Company à Groton, Connecticut. Il a été lancé le 17 février 1942, parrainée par Mme Elise Riles Cutts, et mis en service le 1er juin 1942.
Il a servi dans le théâtre d'opérations du Pacifique pendant la Seconde Guerre mondiale, remportant la Presidential Unit Citation et neuf battle stars pour son service. Pendant la guerre, on lui attribue le naufrage de 13 navires japonais (dont deux destroyers, le croiseur léger Tenryū et le porte-avions Taihō) et en endommageant cinq autres ; tous ces crédits n'ont pas été confirmés par la comptabilité d'après-guerre du Comité conjoint d'évaluation armée-marine (JANAC). Il détient également la distinction d’avoir coulé le navire de guerre du tonnage le plus élevé (le porte-avions Taihō déplaçait 29 300 tonnes) de tous les sous-marins américains. Il a été perdu en mer en 1944, probablement coulé par une mine au nord d'Hokkaidō le 7 novembre 1944.

## Notes et références

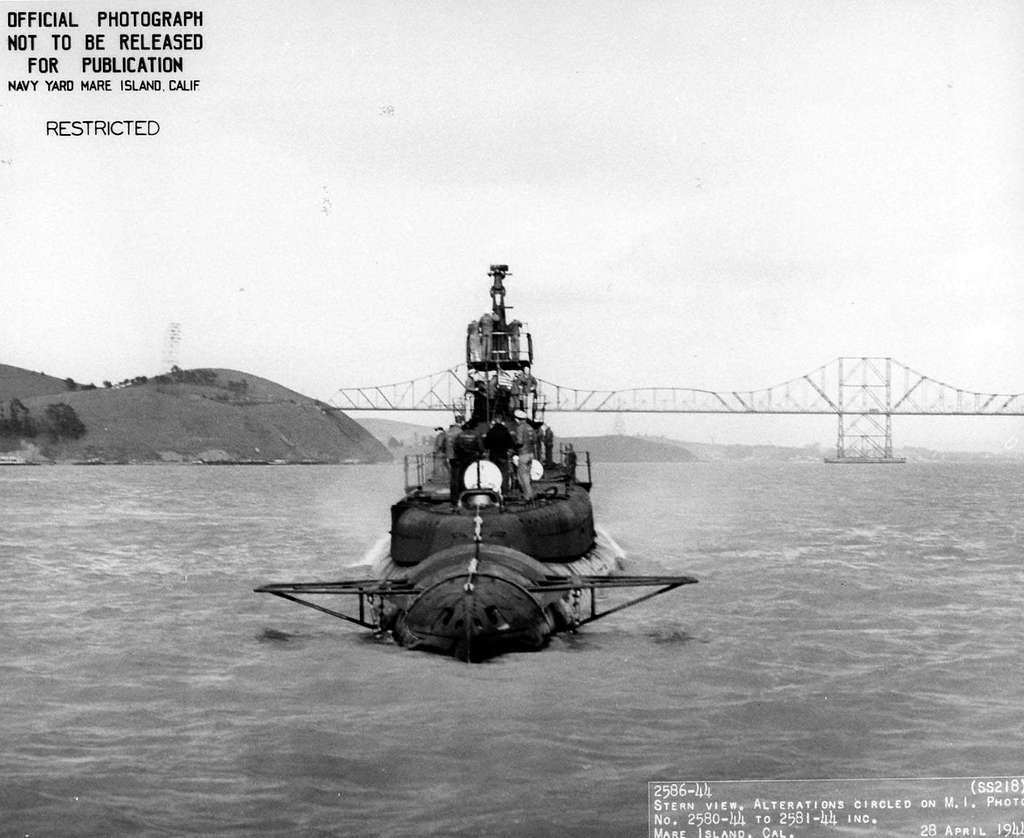
L'USS Albacore (SS-218) au large de Mare Island (Californie), 28 avril 1944.